# Famille Béjart
Pour les articles homonymes, voir Béjart.
La famille Béjart est une illustre famille de comédiens du XVIIe siècle. Les Béjart gravitèrent dans l'entourage de Molière, et certains d'entre eux jouèrent un rôle important dans sa vie. C'est principalement pour cette raison qu'ils sont encore connus aujourd'hui.
Le père, Joseph Béjart (1585-1641), épousa le 6 octobre 1615 Marie Hervé (1593-1670) à l’église Saint-Paul de Paris, et ils eurent de nombreux enfants. Les dates de naissance étant inconnues, ce sont les dates de baptême, sans doute très voisines, qui sont indiquées ci-dessous.
1. Joseph Béjart (1616 - 25 mai 1659), parfois appelé Denis Béjart, sieur de La Borderie ou Béjart l'aîné
2. Madeleine Béjart (8 janvier 1618 - 1672)
3. Élisabeth (1er octobre 1620 - ?)[2]
4. Jacques Béjart (1622 - 1658), parfois confondu avec Joseph[3]
5. Anne (15 mars 1623 - ?)[2]
6. Geneviève Béjart (2 juillet 1624 - 3 juillet 1675), dite Mlle Hervé, puis Mlle Villaubrun et enfin Mlle Aubry
7. Louis Béjart (4 décembre 1630 - 13 octobre 1678), dit L'Éguisé ou Le Boiteux ou encore Béjart le jeune
8. Charlotte (19 août 1632 - ?)[2]
9. Bénigne (20 novembre 1639 - ?)[2]

Le cas d'Armande Béjart (vers 1642 - 1700), épouse de Molière, dite Mlle Molière, est particulier, car on ne connaît pas assurément son lien de parenté avec le reste de la fratrie. On ne sait si elle était la sœur (ce qui reste la version officielle) ou la fille de Madeleine. Ceci n'aurait pas grande importance si Molière, après avoir été l'amant de Madeleine, ne s'était marié avec Armande. À l'époque, Molière fut même accusé d'inceste, des calomnies ayant rapporté qu'Armande était sa propre fille. Molière se serait justifié auprès du roi en produisant l'acte de baptême de sa femme[réf. souhaitée]. Cet acte est introuvable aujourd'hui. Les deux hypothèses sont donc vraisemblables, compte tenu des dates de naissance d'Armande et de Madeleine, ainsi que de la date de décès du père, Joseph, en 1641, et de l'age de la mère Marie Hervé à sa naissance 49 ans. À noter qu'en 1643, Marie Hervé fait une requête de renonciation à la succession de son mari et que cet acte mentionne dans la liste des enfants « une petite non baptisée ». Cette enfant pourrait être Armande.
Enfin Madeleine a bien eu une fille « illégitime », madame Claudel , née le 3 juillet 1638, dont le père fut Esprit de Rémond, seigneur de Modène, et la marraine sa grand-mère, Marie Hervé.

## Pour approfondir